# Список старейших ветеранов Первой мировой войны
Данный список содержит имена последних из известных на сегодняшний день ветеранов Первой мировой войны (28 июля 1914 — 11 ноября 1918).
Последним живущим человеком, который состоял на государственной службе в то время, была британка Флоренс Грин. Она не принимала участие в боевых действиях, но работала официанткой Королевских ВВС Британской империи, и умерла 4 февраля 2012 года в возрасте 110 лет.
Последним ветераном, участвовавшим в боевых действиях, был Клод Шулз, служивший в британском ВМФ (позже — в австралийском), который умер 5 мая 2011 года в возрасте 110 лет.
Последним ветераном, участвовавшим в позиционной войне, был Гарри Пэтч, который умер 25 июля 2009 года в возрасте 111 лет.
Последним ветераном, воевавшим в войсках Центральных держав, был австриец Франц Кюнстлер, который умер 27 мая 2008 года в возрасте 107 лет.
Общее количество участников этой войны по данным Энциклопедии «Британника» составило 65 038 810 человек, количество военных жертв — приблизительно 9 750 103 человек.
Ветераны, исходя из этого, определены как люди, которые служили в вооружённых силах в одной из противоборствующих наций, в период с начала войны и вплоть до даты перемирия. Данное правило в различных странах трактуется по-разному.

## Старейшие ветераны, дожившие до XXI века
Последние ветераны Первой мировой войны, дожившие до XXI века, перечислены в таблице:
| Страна              | Имя                         | Дата смерти      | Возраст  |
| ------------------- | --------------------------- | ---------------- | -------- |
| Австро-Венгрия      | Август Бишоф                | 4 марта 2006     | 105 лет  |
| Австро-Венгрия      | Леопольд Вьеторис           | 9 апреля 2002    | 110 лет  |
| Австралия           | Клод Стэнли Шулз            | 5 мая 2011       | 110 лет  |
| Австралия           | Джон Кэмпбелл Росс          | 3 июня 2009      | 110 лет  |
| Бельгия             | Кирилл-Камиль Барбари       | 16 сентября 2004 | 105 лет  |
| Бразилия            | Валдемар Леви Кардозу       | 13 мая 2009      | 108 лет  |
| Великобритания      | Альфред Андерсон            | 21 ноября 2005   | 109 лет  |
| Великобритания      | Флоренс Грин                | 4 февраля 2012   | 110 лет  |
| Великобритания      | Сидней (Сид) Лукас          | 8 июля 2008      | 108 лет  |
| Великобритания      | Глэдис Пауэрс               | 30 августа 2008  | 109 лет  |
| Великобритания      | Нед Хьюз                    | 4 апреля 2009    | 108 лет  |
| Великобритания      | Гарри Пэтч                  | 25 июля 2009     | 111 лет  |
| Великобритания      | Уильям (Билл) Стоун         | 13 января 2009   | 108 лет  |
| Великобритания      | Артур Хейлстрап             | 1 апреля 2004    | 105 лет  |
| Великобритания      | Джэк Дэвис                  | 20 июля 2003     | 108 лет  |
| Великобритания      | Роберт (Боб) Таггарт        | 13 августа 2009  | 109 лет  |
| Великобритания      | Клод Стэнли Шулз            | 5 мая 2011       | 110 лет  |
| Великобритания      | Генри Уильям Эллингем       | 18 июля 2009     | 113 лет  |
| Франция             | Пьер Пико                   | 20 ноября 2008   | 109 лет  |
| Франция             | Лазаре Понтичелли           | 12 марта 2008    | 110 лет  |
| Франция             | Луи де Казенав              | 20 января 2008   | 110 лет  |
| Франция             | Бернард Делаире             | 1 октября 2007   | 108 лет  |
| Франция             | Жан Грелауд                 | 25 февраля 2007  | 108 лет  |
| Франция             | Мари-Симон Капони           | 15 сентября 2007 | 113 лет  |
| Франция             | Рене-Феликс Рифо            | 15 января 2007   | 108 лет  |
| Франция             | Морис Флоке                 | 10 ноября 2006   | 111 лет  |
| Германская империя  | Роберт Майер                | 29 января 2007   | 109 лет  |
| Германская империя  | Герман Дорнемэн             | 2 марта 2005     | 111 лет  |
| Королевство Венгрия | Франц Кюнстлер              | 27 мая 2008      | 107 лет  |
| Британская Индия    | Роберт Фрэнсис Раттлдж      | 12 января 2003   | 103 года |
| Италия              | Антонио Тодде               | 3 января 2002    | 112 лет  |
| Италия              | Делфино Боррони             | 26 октября 2008  | 110 лет  |
| Италия              | Франческо Доменико Кьярелло | 27 июня 2008     | 109 лет  |
| Италия              | Карло Орелли                | 22 января 2005   | 110 лет  |
| Канада              | Джон Бэбкок                 | 18 февраля 2010  | 109 лет  |
| Новая Зеландия      | Брайт Вильямс               | 13 февраля 2003  | 105 лет  |
| Османская империя   | Якуп Сатар                  | 2 апреля 2008    | 110 лет  |
| Польша              | Станислав Выцех             | 12 января 2008   | 105 лет  |
| Португалия          | Хосе Ладейра                | 5 мая 2003       | 107 лет  |
| Российская империя  | Михаил Ефимович Кричевский  | 26 декабря 2008  | 111 лет  |
| Российская империя  | Аарне (Армас) Арвонен       | 1 января 2009    | 111 лет  |
| Румыния             | Георге Пэнкулеску           | 9 января 2007    | 103 года |
| Сербия              | Алекса Радованович          | 22 июня 2004     | 105 лет  |
| США                 | Фрэнк Баклс                 | 27 февраля 2011  | 110 лет  |
| США                 | Гарри Ричард Лэндис         | 4 февраля 2008   | 107 лет  |
| США                 | Уильям Олин                 | 12 сентября 2008 | 104 года |
| США                 | Робли Рекс                  | 28 апреля 2009   | 107 лет  |
| США                 | Флод Скиппер Меттьюс        | 24 февраля 2008  | 111 лет  |
| США                 | Мозес Харди                 | 7 декабря 2006   | 112 лет  |
| Таиланд             | Йод Сангрунгруанг           | 9 октября 2003   | 106 лет  |
| Чехословакия        | Алоис Воцасек               | 9 августа 2003   | 107 лет  |

## Старейшие ветераны, не дожившие до XXI века
В этой таблице перечислены ветераны Первой мировой, являвшиеся долгожителями-рекордсменами в некоторых странах-участницах, но не дожившие до XXI века.
| Страна                       | Имя                | Дата смерти      | Возраст  |
| ---------------------------- | ------------------ | ---------------- | -------- |
| Ньюфаундленд (доминион)      | Уоллес Пайк        | 11 апреля 1999   | 99 лет   |
| Черногория                   | Данило Дайкович    | 14 сентября 1993 | 98 лет   |
| Япония                       | Тияки Мацуда       | 6 ноября 1995    | 99 лет   |
| Австро-Венгрия               | Майер, Фридрих     | 12 января 1978   | 96 лет   |
| Южно-Африканский Союз        | Норман Карк        | март 2000        | 102 года |
| Российская империя / Армения | Сенекерим Аракелян | 9 сентября 2000  | 98 лет   |